# Magyar Úszó Egyesület
El Magyar Úszó Egylet (en español: Asociación Húngara de Natación), fue un equipo de fútbol de Hungría que alguna vez jugó en la NB1, la primera división de fútbol en el país.

## Historia
Fue fundado en el año 1893 en la capital Budapest como un club multideportivo, el cual debuta en la NB1 en la temporada de 1901 como uno de los equipos fundadores de la liga.
En su temporada inaugural termina con el subcampeonato, solo por detrás del Budapesti TC, y permaneció en la máxima categoría hasta su descenso en la temporada de 1905.
Tras una inestabilidad deportiva que lo tuvo entre la segunda y tercera división de Hungría, la institución decide cerrar operaciones con su sección de fútbol en 1948 y concentrar su atención en las otras secciones deportivas de la institución.

## Nombres
- 1893-?: Magyar Úszó Egylet
- ?-1945: Magyar Úszó Egyesület
- 1945-1948: Magyar Munkás Úszó Egyesület